# Coryanthes toulemondiana
Coryanthes toulemondiana är en orkidéart som beskrevs av Günter Gerlach och T.Franke. Coryanthes toulemondiana ingår i släktet Coryanthes, och familjen orkidéer.
Artens utbredningsområde är Colombia. Inga underarter finns listade i Catalogue of Life.